# Therese Neumann

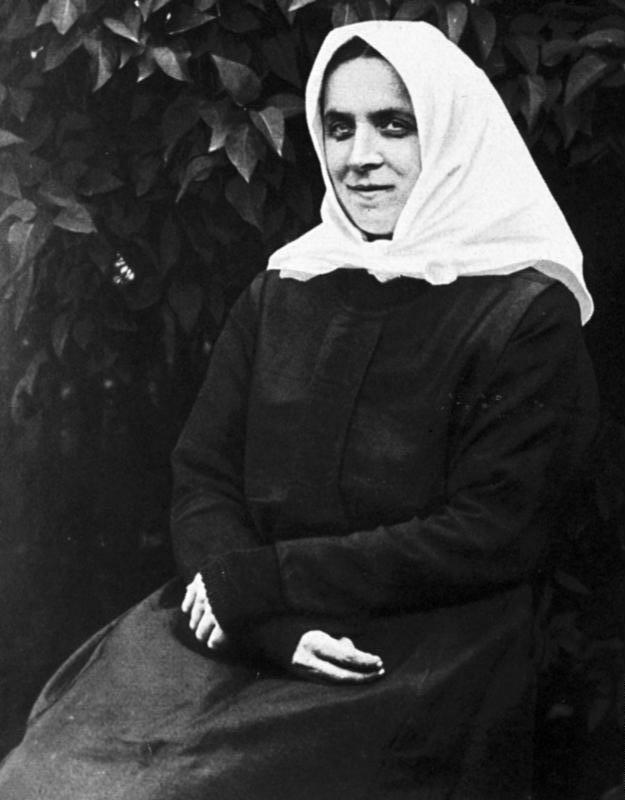
Therese Neumann

Therese Neumann, född 8 april 1898 i byn Konnersreuth, Bayern, död där 18 september 1962, var en tysk katolsk extatiker, stigmatiker och helbrägdagörare. 
Therese Neumann nämns i Det andra könet av Simone de Beauvoir som ett nutida exempel på kvinnor med stigmatiseringssår.

## Biografi
Therese Neumann var dotter till skräddaren Ferdinand Neumann och Anna Grillmeier-Neumann, det äldsta barnet i en syskonskara på elva. Hon växte upp under enkla förhållanden, gick i sjuårig folkskola, konfirmerades och mottog sin första nattvard 1909. Då hennes far och ägaren till den gården där familjen bodde tvingades ut i kriget 1914 fick hon ta över ansvaret som förman på gården.
Therese Neumann fick 1918 en skräckneuros efter släckningsarbetet vid en eldsvåda och låg förlamad och närmast blind till 1925, då hon efter föregivna uppenbarelser av den Thérèse av Jesusbarnet plötsligt åter blev frisk. År 1926 började stigmatiseringsmärken visa sig hos henne i samband med häftiga passionsextaser vid fastlagstiden. Neumann hade också fått övernaturliga förmågor. Hon upplevde vid flera tillfällen helbrägdagörelse, inte genom att be till Gud, utan genom att lägga reliker på det sjuka stället och be till sitt skyddshelgon, Thérèse Martin, en nunna som dog 1897 i en ålder av 24 år och som blev helgonförklarad 1925. Genom att studera hennes skrifter fick Therese Neuman sin djupa längtan efter att uppleva samma lidande som Kristus hade upplevt och att genom detta förhärliga Gud.
Från slutet av 1922 uppgavs Neumann inte längre ha intagit fast föda och från 1926 endast bitar av hostian i vatten. Under nazismen utsattes hon för förföljelse och hotades med fängelse. Therese Neumann passade inte in i tredje rikets ockulta ambitioner. Efter nazismens sammanbrott kunde hon åter ta emot besökare och människor i nöd. Neumann undersöktes av flera forskare som ansåg medvetet bedrägeri uteslutet. Däremot har fenomenet aldrig kunnat noggrant granskas.